# 稲荷神社 (吉川市南広島)
稲荷神社（いなりじんじゃ）は、埼玉県吉川市の神社。

## 歴史
創建年代は不明である。ただ慶長年間（1596年 - 1615年）に当地が開発されたことから、その頃に創建されたものと推測される。「地蔵院」か「自性院」が別当寺であった。両寺は明治初期の神仏分離により、廃寺に追い込まれた。そのため、どちらの寺が別当寺であったのかは不明である。ただ、江戸時代後期の地誌『新編武蔵風土記稿』によれば、近くに自性院を別当寺とする「第六天社」があることから、当社の別当寺は自性院の可能性がある。
1873年（明治6年）、近代社格制度に基づく「村社」に列せられ、1912年（明治45年）の神社合祀により、周辺の2社が合祀された。

## 交通アクセス
- 路線バス岩平停留所より徒歩22分。